# 明治緋色綺譚
『明治緋色綺譚』（めいじひいろきたん）は、リカチによる日本の漫画作品。『BE・LOVE』（講談社）にて連載。続編の『明治メランコリア』（めいじメランコリア）についてもこの項で扱う。

## 概要
『BE・LOVE』2011年6号に読み切りとして掲載された後、好評を博したことから同年10号から続編の短期集中連載がスタートし、同年21号から長期連載化し、2014年13号にて完結した。単行本にナンバリングのついた長編作品はリカチにとって初となる。
タイトルの通りに明治時代が舞台となった時代物。童女・桐院鈴子と、青年・藤島津軽が、明治の東京で起こる事件の謎解きを行う推理調の物語となっている。初期は一つのエピソードが一話完結・数話完結であったが、鈴子の没落した実家にまつわる謎が長編で語られていくようになる。また、かなりの歳の差がある鈴子と津軽が男女として惹かれていく過程を描いた恋物語でもある。
同誌の2014年17号から2017年9号にかけて、『明治メランコリア』とタイトルを変えて新章が連載された。『明治緋色綺譚』の最終回から5年後、成長して大人へと近づいた鈴子と、津軽の恋模様が描かれる。

## ストーリー
明治時代の東京。裕福な青年・藤島津軽は、遊廓に売り払われて禿をしている童女・桐院鈴子と出会った。鈴子の両親は既に亡く、共に売られて遊女となった姉も、苦境に耐えられず鈴子と津軽の目前で自殺した。天涯孤独となっても未来を見据え続ける鈴子の姿に感銘を受けた津軽は、鈴子を身請けし、同居して成長を見守るようになった。
昔からなにかと事件に巻き込まれやすい体質であったという津軽と共に、鈴子は東京で起こる様々な事件を解決していき、津軽に対して恩義だけではなく恋心をも抱いていくようになった。
桐院家が没落した際に消息不明となっていた鈴子の兄・春時が姿を現し、事業に成功したので兄妹でまた一緒に暮らそうと鈴子を引き取りに来た。どこか様子のおかしい春時、そして姉が生前に言っていた「遊郭に売られたのは春時のせい」という言葉を思い出し、鈴子は再会を素直に喜ぶことができない。鈴子と津軽は、かつて桐院家に何が起こっていたのか、そして春時の真意とは何なのかを、2人で探っていく。

## 登場人物
桐院鈴子（とういん すずこ）
9歳の女児。普段着は和服で、黒髪の両サイドに飾り紐をつけている。あと数年経てば美人になるだろうとよく言われる器量よし。
没落華族の次女で末っ子。放蕩した末に亡くなった父の借金返済のため、物語開始より3年ほど前に姉と共に遊郭に売られ、禿として働いていたところを藤島津軽に身請けされた。津軽によって学ぶ場を与えられ学童として勉学に励む一方で、津軽が開く「さがしもの屋」の助手をしている。
まだ幼かったため遊郭では客を取らされることはなかった。共に売られた姉の夕香が遊女にさせられた末に自殺してしまったところを見届けるも、それでも人生から希望を見失わない心根の強さを持つ。津軽はそんな「強く前を見る目に心奪われた」から鈴を身請けしたと語っている。やや大人びていて聡く、気が強く、自分を子供扱いする津軽に悔しくてつい憎まれ口を叩いてしまうが、津軽に恋をしていく。
本人は長く知らずにいたが、鈴子は桐院家の養子で、兄は妾の子、姉は正妻の子であり、正妻の妹が鈴子の実母に当たる。つまりは血縁上は姉とは従姉妹で、兄とは赤の他人となる。鈴が「魔を除け 幸せを呼ぶもの」ものであることにあやかって、実母により名付けられた。
藤島津軽（ふじしま つがる）
老舗の呉服屋「藤島屋」の長男。20代前半の青年。やがては跡継ぎになる身として藤島屋支店の店主を務める傍ら、「さがしもの屋」という犬猫から落とし物まで依頼されたものを何でも探す仕事を趣味として行っている。友人の河内慎一郎には「いーかげんな変わり者」と性格を評されている。黒髪で長身、西洋化が進む時代だが普段着は和服で、洋服は機会があれば着るが「どうも落ち着かない」という。
幼いころは、家の跡を継がなければならない決められた人生に限界を感じて冷めたところがあった。しかし、少年期のある出会いによって一転して、未来は誰にでも広がっているものだと感じ、自由気ままに生きるようになった。そのため一時期は、藤島屋の跡を継ごうともせず「さがしもの屋」にばかり熱中し父親を嘆かせていたが、縁あって知り合った鈴子を身請けするために父親から莫大な借金をして、その交換条件として藤島屋を継ぐことを決意した。
学生時代から何故かよく事件に巻き込まれる体質で、当時から河内や学友らと謎解きを行っていたという。鈴子を子供として扱い、身請けする時も邪な思いは一切なかったが、少しずつ女性として意識していくようになる。
桐院春時（とういん はるとき）
鈴子の兄。没落華族の桐院家の次子で長男。19歳。妾腹であることから姉の夕香には辛く当たられ、少年期には父の借金のかたに好事家の男相手に男娼をさせられ、実母には恨み言を吐かれながら目の前で割腹自殺をされ、家を憎みながら歪んで育った。幼く無邪気だった鈴子に屈託なく慕われたことを唯一の救いとしており、家族愛とはまた違う形で彼女を愛し、養子である鈴子とは血縁がないこともあり「花嫁にしたい」と語っている。
桐院家没落時に行方をくらませていたが、以前に社交界で知り合った成金男爵・遠峰宗継の援助によって貿易業を成功させ、鈴子を取り戻しに津軽のもとに現れる。後に宗継の歪んだ素性を知り敵対する。
父が借金を返すために夕香を成金の息子と結婚させようとした時には、夕香への憎しみから苦界に追い込むため「娘を使うならもっと簡単に大金を手に入れる方法がある」と入れ知恵をして遊郭へ売り払うよう仕向けた。鈴子は年齢からすぐに客を取らされることはなく、外の世界に放り出すよりも逆に安全だろうからと売らせたが、水揚げは自身が行うつもりであり、津軽に身請けされたのは計算外のことだった。
河内慎一郎（かわち しんいちろう）
武家出の子爵家長男。成金でもある。津軽と同い年で、20代前半の青年。幼少のころから「服は藤島屋」と親が決めていたため、その縁で藤島屋の息子である津軽と親しくなり、学生時代は、何故かよく事件に巻き込まれる津軽の手助けをしていた。髪はカラーでは茶色、モノクロ時には白色で表現される。常に洋装を身にまとう。鈴子には「見るからに軽薄そうな人」と評されている。実際に軽薄なところがあり女遊びが大好きで、鈴子と津軽の出会いは河内が津軽を廓遊びに無理矢理連れ出したことがきっかけだった。
手茉莉子（てまりこ）・手瑠璃子（てるりこ）という年の離れた（鈴子より1歳年下）双子の妹がおり、騒々しい2人のことを河内は「小鬼」と呼んで煙たがることもあるが、実際には兄妹仲は良い。
紀伊佐之次（きい さのじ） / 音羽六郎（おとわろくろう） / 吉田佐之介(よしださのすけ)
身の丈が六尺（182センチメートル）を優に超える大柄な青年。年齢は25、26歳。本名である音羽六郎のほかに、紀伊佐之次、吉田佐之介などの偽名を使うが、名を変えても目立つ長身から見つかりやすい。自らやその過去を厭い、書き換えるように名を変える。佐之次の名で桐院家に下男として仕えていたことがあり、本編ではその名で呼ばれることが多い。大きな体のわりに気は小さく、鈴子には「お人好し」だと評された。
音羽家は遠峰男爵家の分家であり、佐之次は8歳のころから口減らしのため実質上は下男として遠峰家に預けられていた。粗暴な遠峰の長男・宗顕から虐待を受け暗い少年期を送り、16、17歳時に耐えられなくなり、半身不随の障害を負わせるほどの暴行を宗顕に奮った末に家出。あてもなく徘徊していたところを春時に救われ、紀伊佐之次という名を与えられ彼の下男となった。穏やかな日々を与えてくれた春時と鈴子を愛するようになったが、殺意を持って人に拳を奮った経験を癒やしきれない心の傷として抱えている。
遠峰宗継（とおみね むねつぐ）
成金の男爵。眼鏡をかけ紳士然としている。既婚者で2人の息子がいるが、家族への愛はなく情というものを解せない。自分にはない情を確かめたいからと、他者の人間関係に亀裂を入れることを好むが、ほとんどの場合は遠峰の介入により対象となった人々の関係は破綻し情は失せる。桐院家の没落も、元から綻びがあった家とはいえ、宗継の手によるものだった。
次男として生まれ本来は爵位を継ぐことの出来ない立場だったが、下男の佐之次を巧妙に操り兄の宗顕を障害者にさせることで家督を奪った。陰で阿片の売買を行っており、宗顕にも与えて廃人にさせ飼い殺しにしている。貴人向けの違法な賭場などでも金を得ている。

### 桐院家
桐院夕香（とういん ゆうか） / 霧舟（きりふね）
鈴子と春時の姉。没落華族の桐院家の長女。家の財政破綻にも長く気づかずお嬢様として着飾って育った。気位が高く、放蕩人である父も、妾腹である春時も嫌っていた。春時には暴言ばかり吐き、強い憎悪を抱かれるほどに悪辣な態度を取っていたが、鈴子に対しては優しい姉として接していた。
没落してからは遊郭に売り払われ、すぐに遊女として働かされるようになった。霧舟は遊女としての名。育った環境とは違いすぎる遊郭での生活に心を病み、同じように苦しんでいるほかの遊女たちに毒草の烏頭を飲ませ「楽にしてあげるために」殺していた。鈴子も成長したら客を取らされ自分と同じ苦しみを味わってしまうだろうと、鈴子にも烏頭を飲ませた後で投身自殺した。実際には鈴子は烏頭を事前にすり替えて飲んでおらず、夕香の自殺の決意を止められないのならば、せめて死の間際の夕香が安らかでいられるようにと、夕香の望み通りに死んだふりをしていただけだった。
桐院春彦（とういん はるひこ）
春時、夕香の父。華族の桐院家の当主であったが、受け継いだ資産を食いつぶし没落へと導いた。借金返済のために息子に男娼まがいのことをさせ、娘2人は遊郭へ売るなど親らしくない惨い行為の果てに、それでも借金を返しきれず首吊り自殺した。

### 藤島家
藤島淡路（ふじしま あわじ）
津軽の弟。学生。年の離れた兄を神格化している部分があり、幼少期には兄を遊び相手として奪う河内に敵意を持っていた。「遊郭から身請けされた女」という外聞の悪い立場にある鈴子を当初は嫌っていたが、少しは心を開くようになった。
藤島近江（ふじしま おうみ）
津軽と淡路の父。老舗の呉服屋「藤島屋」の店主。頭の固いところがある真面目な人物で、放蕩人だった津軽や、遊郭出身である鈴子を厳しく見ていたが、次第に受け入れていく。
藤島百合子（ふじしま ゆりこ）
津軽と淡路の母、近江の妻。津軽が「遊郭から女を買い請ける」という外聞の悪いことをしても、いかがわしい目的ではなく女性を救うためにそんなことをするなんて浪漫があると言って目を輝かせるような風変わりな人物。津軽の飄々とした気質は母ゆずりだという。子供は男の子しかいなかったからと鈴子を自分の娘のように大切に可愛がっている。

## 書誌情報
- リカチ『明治緋色綺譚』講談社〈BE・LOVE KC〉、全13巻[3]
  1. 2011年9月13日発売 ISBN 978-4-06-380325-9
  2. 2012年1月13日発売 ISBN 978-4-06-380335-8
  3. 2012年4月13日発売 ISBN 978-4-06-380343-3
  4. 2012年7月13日発売 ISBN 978-4-06-380351-8
  5. 2012年10月12日発売 ISBN 978-4-06-380363-1
  6. 2013年1月11日発売 ISBN 978-4-06-380372-3
  7. 2013年4月12日発売 ISBN 978-4-06-380381-5
  8. 2013年7月12日発売 ISBN 978-4-06-380393-8
  9. 2013年10月11日発売 ISBN 978-4-06-380404-1
  10. 2014年1月10日発売 ISBN 978-4-06-380413-3
  11. 2014年4月11日発売 ISBN 978-4-06-380423-2
  12. 2014年7月11日発売 ISBN 978-4-06-380434-8
  13. 2014年10月10日発売 ISBN 978-4-06-380443-0
- リカチ『明治メランコリア』講談社〈BE・LOVE KC〉、全11巻
  1. 2014年11月13日発売 ISBN 978-4-06-380450-8
  2. 2015年2月13日発売 ISBN 978-4-06-380457-7
  3. 2015年5月13日発売 ISBN 978-4-06-380466-9
  4. 2015年8月12日発売 ISBN 978-4-06-380476-8
  5. 2015年11月13日発売 ISBN 978-4-06-380486-7
  6. 2016年2月12日発売 ISBN 978-4-06-380493-5
  7. 2016年5月13日発売 ISBN 978-4-06-394502-7
  8. 2016年8月12日発売 ISBN 978-4-06-394516-4
  9. 2016年11月11日発売 ISBN 978-4-06-394524-9
  10. 2017年2月13日発売 ISBN 978-4-06-394532-4
  11. 2017年5月12日発売 ISBN 978-4-06-394540-9